# ولایت سغد
| ولایت سغد                   | ولایت سغد                |
| --------------------------- | ------------------------ |
| ولایت سغد در نقشه تاجیکستان |                          |
| اطلاعات                     |                          |
| کشور:                       | تاجیکستان                |
| نام رسمی:                   | ولایت سغد                |
| مرکز:                       | خجند                     |
| استاندار:                   | قادر رسول‌زاده            |
| جغرافیای طبیعی              |                          |
| مساحت:                      | ۲۶٬۱۰۰ کیلومتر مربع      |
| تعداد شهرها:                | ۸                        |
| تعداد ناحیه‌ها:              | ۱۸                       |
| تعداد جماعت‌ها:              |                          |
| مردم                        |                          |
| جمعیت (۱۳۸۶):               | ۲٬۲۷۵٬۰۰۰ نفر            |
| تراکم جمعیت:                | ۸۷٫۱ نفر بر کیلومتر مربع |
| زبان رسمی:                  | فارسی تاجیکی             |
| زبان‌های گفتاری:             | فارسی تاجیکی             |
| مذهب:                       | سنت و الجماعت، مسیحی     |
| پیش‌شماره:                   | ۳۴۲۲ ۹۹۲+                |
| کد پست:                     | ۷۳۵۷۰۰                   |
| وب‌گاه:                      |                          |

ولایت سُغد نام یکی از ولایت‌های کشور تاجیکستان است و مرکز آن شهر خُجَند نام دارد.
مساحت این استان ۲۶٬۱۰۰ کیلومتر مربع و جمعیت آن در سال ۱۳۸۵، ۲٬۲۷۵٬۰۰۰ نفر بوده‌است.
این ولایت ۳۰ درصد از جمعیت تاجیکستان و یک‌سوم از زمین‌های قابل کشت این کشور را در خود جای داده‌است. همچنین دو سوم از تولید ناخالص داخلی کشور در این ولایت تولید می‌شود.

## تاریخ
این ولایت در سال ۱۹۲۴ به عنوان بخشی از جمهوری سوسیالیستی ازبکستان شوروی تأسیس شد و در سال ۱۹۲۹ در پی کوشش‌های شیرین‌شاه شاه‌تیمور به جمهوری سوسیالیستی تاجیکستان شوروی پیوست.
این منطقه پیش از سال ۲۰۰ لنین‌آباد نامیده می‌شد. نام کنونی این ولایت از منطقهٔ باستانی سُغد گرفته شده‌است.

## جغرافیا
ولایت سغد در منطقۀ شمالی جمهوری تاجیکستان قرار دارد. حدود این ولایت را اساساً کوه‌ها تشکیل می‌دهند. در شمال آن رشته‌کوه‌های قُرَمه (با بلندای ۳٬۷۶۹ متر) و مغول (۱٬۶۲۴ متر) قرار دارند، که به رشته‌کوه‌های تیان‌شان داخل می‌شود. این ولایت در سمت جنوب با رشته‌کوه‌های ترکستان (۵٬۵۰۹ متر)، زرافشان (۵٬۴۸۹ متر) و حصار محصور است که به سلسله‌کوه‌های حصار و آلای معروف می‌باشند. بین رشته‌کوه‌های قرمه و ترکستان، بخش غربی درۀ فرغانه قرار گرفته که از آن سیردریا می‌گذرد. رشته‌کوه‌های ترکستان و زرافشان را درۀ فرغانه از هم جدا می‌کند.
اقلیم ولایت سغد معتدل است. زمستانش نه چندان سرد (میانگین دمای ژانویه ۱ تا ۱-)، تابستانش گرم (میانگین دمای ژوئیه ۲۸+)، بارندگی سالانه ۱۵۰ میلی‌متر و در برخی نقاط ۳۰۰ میلی‌متر است.
در این ولایت بعضاً باد گرم و خشک می‌وزد.
رودها: سیردریا که از رودهای اسفره، خواجه باقرغان، آق‌سو و غیره در این ولایت تغذیه می‌شوند. همچنین زرافشان با شاخاب‌هایش فان‌دریا، کشتوت، مَغیان، که دارای قله‌های برفی است، ذخیرۀ بزرگ برق‌آبی دارد و برای آبیاری زمین‌ها استفاده می‌شود.
بزرگ‌ترین دریاچه‌های این ولایت عبارت هستند از اسکندرکول و آق‌سقان.
خاک‌ها: خاک‌هایی از نوع هموار با رنگ خاکستری باز، در کوه‌ها خاکستری تیره بیشتر است که تدریجاً به خاک‌های ارغوانی‌رنگ، خاک‌های کوهی-جنگلی و خاک‌های مرغزاری کوهی تغییر می‌کند. رستنی‌های منطقه را گیاهان بیابانی و نیمه‌بیابانی تشکیل می‌دهند؛ آویشن (شِباغ)، خار پای‌شتر، در دره رودها به مقدار کم توق‌زارها باقی مانده‌اند.
در دامنۀ رشته‌کوه‌ها تا بلندی ۱٬۰۰۰ متر رستنی‌های آویشن و شورگی و در بلندی ۱٬۵۰۰–۱٬۷۰۰ متر و بیشتر از آن رستنی‌های گوناگون کوه هستند. گیاهان نیمه‌کوهستانی و کوهستانی در بلندی ۲٬۵۰۰–۳۰۰ متر قرار دارند.
از پستانداران، روباه، شغال، زرگوش، برسوک، خوک یابایی، بز کوهی، برس برفی دیده می‌شوند. در رودها و دریاچه‌های ولایت ماهیانی با نام‌های محلی گُلاماهی، زَغارماهی، لق‌ماهی و بُرُت‌ماهی، شیرماهی، زندگی می‌کنند.

## اقتصاد
اقتصاد ولایت سغد از سال ۲۰۰۰ میلادی به‌طور پیوسته در حال رشد بوده‌است، با میانگین نرخ رشد ۱۳٫۲٪ در سال ۲۰۰۸ و ۱۳٫۳ درصدی در سال ۲۰۰۹. در سال ۲۰۰۹، تولیدات کشاورزی، تجاری و صنعتی به ترتیب سهمی به میزان ۲۸٫۲٪، ۲۵٫۸٪ و ۱۴٫۰٪ در تولید ناخالص منطقه‌ای سغد داشتند. از سال ۲۰۰۰، خروجی تولید صنعتی سغد دو برابر افزایش یافته و به‌طور متوسط نرخ رشد سالانه ۵ تا ۸ درصدی را دارا بوده‌است.
در این ولایت یک منطقۀ آزادی اقتصادی نیز برپا گردیده‌است.